# الاتحاد الفلسطيني لرفع الأثقال
الاتحاد الفلسطيني لرفع الأثقال هو اتحاد تأسس في فلسطين عام 1972، وحظي بعضوية الاتحاد العربي لرفع الأثقال في عام 1974، ثم انضم لعضوية الاتحاد الدولي لرفع الأثقال في عام 1979، ثم نال عضوية الاتحاد الآسيوي لرفع الأثقال في عام 1982. يشغل خالد الوادية في الوقت الحالي منصب رئيس الاتحاد الفلسطيني لرفع الأثقال.

## الأنشطة
يتولى الاتحاد الفلسطيني لرفع الأثقال إدارة وإعداد المنتخب الفلسطيني لرفع الأثقال، وتقديم الدعم وتوفير ما يلزم من أجهزة ومدربين للفرق والأندية المنسبة له والتي تمارس رياضة رفع الأثقال في فلسطين، إلى جانب عقد دورات في مجالات التحكيم والتدريب، وإقامة وتنظيم البطولات والمنافسات الرياضية في رياضة رفع الأثقال في كل من الضفة الغربية وقطاع غزة.

## الأندية المنتسبة للاتحاد
ينتسب للاتحاد الفلسطيني لرفع الأثقال الأندية التالية:
- نادي جنين
- نادي طولكرم
- نادي غزة الرياضي
- نادي خدمات جباليا
- نادي خدمات البريج
- نادي خدمات خان يونس
- نادي اتحاد الشجاعية
- نادي خدمات رفح
- نادي فلسطين
- نادي الأمعري
- نادي الخليل
- نادي نابلس
- نادي القدس
- نادي جنين
- نادي طولكرم
- نادي رام الله